# Amtsgericht Nieheim
Das Amtsgericht Nieheim war von 1879 bis 1932 ein Amtsgericht mit Sitz in Nieheim.

## Geschichte
In Nieheim bestand von 1849 bis 1879 die Gerichtsdeputation Nieheim des Kreisgerichtes Höxter. Im Rahmen der Reichsjustizgesetze wurden 1879 reichsweit einheitlich Oberlandes-, Land- und Amtsgerichte gebildet. Das königlich preußische Amtsgericht Nieheim wurde mit Wirkung zum 1. Oktober 1879 als eines von 17 Amtsgerichten im Bezirk des Landgerichtes Paderborn im Bezirk des Oberlandesgericht Hamm gebildet. Der Sitz des Gerichtes war die Stadt Nieheim. Sein Gerichtsbezirk umfasste aus dem Kreis Höxter aus dem Amt Brakel die Gemeindebezirke Bellersen und Bökendorf und den Gutsbezirk Böckendorf-Abbenburg, aus dem Amt Driburg die Gemeindebezirke Alhausen, Erpentrup, Langeland, Pömbsen, Reelsen, aus dem Amt Nieheim-Steinheim der Stadtbezirk Nieheim und die Gemeindebezirke Entrup, Erwitzen, Eversen, Himmighausen, Holzhausen, Merlsheim, Oeynhausen, Schöneberg und Sommersell sowie aus dem Amt Vörden die Gemeindebezirke Born, Bredenborn und Münsterbrock. Am Gericht bestand 1880 eine Richterstelle. Das Amtsgericht war damit ein kleines Amtsgericht im Landgerichtsbezirk.
In Folge der Weltwirtschaftskrise wurden 60 Amtsgerichte auf Grund von Sparverordnungen aufgehoben. Mit der Verordnung über die Aufhebung von Amtsgerichten vom 30. Juli 1932 wurden das Amtsgericht Nieheim zum 30. September 1932 aufgehoben und sein Sprengel aufgeteilt. Die Stadtgemeinde Nieheim und die Landgemeinden Born, Bredenborn, Entrup, Erpentrup, Eversen, Himmighausen, Holzhausen, Langeland, Merlsheim, Münsterbrock, Oeynhausen, Schöneberg und Sommersell wurden dem Amtsgericht Steinheim und die Landgemeinden Alhausen, Bellersen, Bökendorf, Erwitzen, Pömbsen und Reelsen dem Amtsgericht Brakel zugeordnet.